# Rymdfördraget
Rymdfördraget (en. Outer Space Treaty, fr. Traité de l'espace) är ett internationellt avtal från 1967 som reglerar rättsliga frågor kring rymden och främmande himlakroppar. 

## Ursprungligt innehåll
Fördraget tillkom under rymdkapplöpningen mellan USA och Sovjetunionen på amerikanskt initiativ efter landsättningen av den obemannade sovjetiska sonden Luna IX på månen 1966, och kan ses som en fortsättning på det avtal om förbud mot kärnvapenprov i rymden, atmosfären och haven som USA, Storbritannien och Sovjetunionen undertecknade i augusti 1963 samt tre FN-resolutioner om yttre rymden (nr 1721, 1884 och 1962). I fördraget slås fast att utforskningen av yttre rymden ska ske "för hela mänskligheten" och att ingen stat kan göra territoriella anspråk eller förhindra en annan stats tillträde till rymden eller himlakroppar (inklusive månen). Fördragsparterna är överens om att inte upprätta militära baser på månen eller andra himlakroppar, samt att inte utplacera kärnvapenbärare eller andra massförstörelsevapen i omloppsbana runt jorden eller på himlakroppar. De undertecknande staterna är vidare ansvariga för skador som uppkommer vid rymdverksamhet, även privat sådan, och lovar att hålla alla stationer och alla rymdfarkoster på månen och övriga himlakroppar öppna för representanter från andra fördragsslutande stater.

## Kompletteringar
Fördraget har senare kompletterats ytterligare avtal som gäller verksamhet i yttre rymden. Den 22 april 1968 undertecknades Räddningsavtalet (om undsättning och återsändande av rymdfarare samt om återlämnande av föremål som sänts ut i yttre rymden) som trädde i kraft den 3 december samma år. Rymdfördragets artiklar 6 och 7, som beskriver fördragsstaternas skadeansvar, kompletterades och preciserades i konventionen den 29 mars 1972 om internationellt ansvar för skada som orsakas av rymdföremål, Ansvarskonventionen. I Registreringskonventionen den 14 januari 1975 specificeras hur stater enligt fördragets art. 8 ska lämna redogörelser för uppskjutna föremål till FN:s rymdkommitté i och för registrering i ett offentligt register. Månfördraget från 1979 om verksamhet på månen och andra himlakroppar har undertecknats av 13 stater, dock inga av de större rymdfararnationerna.

## Sverige
Sverige är sedan ratificeringen 25 maj 1967 en av de omkring 90 parterna i fördraget (publicerat i SÖ 1967:7), och Sveriges åtaganden enligt fördraget är implementerade genom den svenska rymdlagstiftningens två författningar: lag (1982:963) om rymdverksamhet och förordning (1982:1069) om rymdverksamhet, tillstånd för icke-statlig rymdverksamhet, skadeståndsansvar, tillsyn över rymdverksamhet samt registrering av föremål för vilka Sverige är att anse som utsändande stat. Sverige har även undertecknat de kompletterande avtalen, med undantag för avtalet om aktivitet på månen från 1978.